# 安德烈·舍甫琴科
安德烈·尼古拉耶维奇·舍甫琴科（烏克蘭語：Андрій Миколайович Шевченко，發音：[ɐnˈd⁽ʲ⁾r⁽ʲ⁾ij mɪkoˈlɑjowɪtʃ ʃeu̯ˈtʃɛnko]；1976年9月29日—），昵称舍瓦（Sheva），乌克兰足球运动员，現任烏克蘭足球協會主席、烏克蘭總統顧問（無給職）、前意大利足球甲级联赛球會热那亚主教練、烏克蘭國家足球隊主教練、烏克蘭國家奧林匹克委員會副主席，曾在基辅迪纳摩，AC米兰，切尔西，乌克兰国家队司职前锋。他是AC米蘭歷史上的傳奇巨星之一，效力米蘭期間曾获得2004年金球奖和2005年金足奖，2012年7月28日退役，2016年2月至7月为乌克兰国家队主教练的助教。2016年7月在乌克兰从2016欧洲杯出局后，舍甫琴科被任命为乌克兰国家队主教练。
舍甫琴科效力于母队基辅迪纳摩期间，帮助球队连续5次赢得乌超联赛冠军和3次烏克蘭盃赛冠军1次烏克蘭超級盃冠军6次当选乌克兰足球先生。
舍甫琴科效力于AC米兰期间攻入进球175個、助攻45次，是AC米兰队史排名第二的射手，仅次于瑞典神锋贡纳尔·努达尔。也是AC米兰对国际米兰的米蘭德比第一射手德比进球14個。帮助球队赢得意甲联赛冠军，欧冠冠军，意大利杯冠军，意大利超级杯冠军，欧洲超级杯冠军。
舍甫琴科效力于切尔西期间，帮助球队获得联赛杯冠军，足總盃冠军，社区盾杯冠军。
舍甫琴科以48個进球成为乌克兰国家队历史最佳射手。他在2006年30岁作为国家队队长带领乌克兰国家队首次进入世界杯四分之一决赛，在36岁时带领乌克兰首次进入2012年欧洲杯正赛。

## 球員生涯

### 早期生活（1976年-1986年）
舍甫琴科于1976年9月29日生於蘇聯乌克兰苏维埃社会主义共和国基輔州德維爾基夫什契納，舍瓦的父亲梅科拉·舍甫琴科是一名蘇聯紅軍军官，母亲柳博芙是一名会计师。
1979年，舍甫琴科全家搬入基辅新建成的奧博隆區（成立于1975年）。在基辅舍瓦进入第216城市学校。

### 俱乐部生涯

#### 基辅迪纳摩青年队（1986年-1993年）
舍甫琴科于1986年9歲時被基辅迪纳摩的教練Oleksandr Shpakov從一個羽毛球訓練營發掘，由于切尔诺贝利核电站事故，舍瓦全家曾从基辅搬离，在教练的挽留和舍瓦的坚持下继续踢球，舍瓦也曾在LLWI Ukraine junior league中成为一名有竞争力的拳击手，但最终舍瓦选择进入足球俱乐部。
1988年12岁的舍甫琴科进入基辅迪纳摩青年队，两年后，舍甫琴科随基辅迪纳摩参加了欧洲青年足球锦标赛，1990年舍瓦加入迪纳摩U14青年队参加伊恩·拉什杯（现在的威尔士超级杯 （页面存档备份，存于） ）并成为联赛最佳射手，并获得拉什的射门靴作为奖励。有趣的是，1997年他们再次相遇，不过这次是在欧洲冠军杯的比赛中，拉什代表着最后的东家紐卡索聯。

#### 基辅迪纳摩2队（1993年-1996年）
舍甫琴科16岁开始职业生涯，1993年5月5日，舍甫琴科在主场0-2负于奥德萨切尔诺莫列茨2队的比赛中替补出场12分钟，在1992-93赛季乌克兰甲级联赛的最后六场比赛中替补出场。
在1993-94赛季舍甫琴科攻入12个进球成为基辅迪纳摩2队的最佳射手。接着入选乌克兰奥运代表队，也顺其自然地成为了基辅迪纳摩的主力。
1993年10月7日，舍甫琴科在主场1-1战平乔尔特基夫的比赛中攻入他的第一个进球。
同一个赛季中，舍甫琴科的第一个帽子戏法是在1993年11月21日对奥恰科夫的主场4-1赢得胜利。
1994年11月23日舍甫琴科代表基辅迪纳摩队客场0-1负于莫斯科斯巴达克队的比赛是其欧冠处子秀。
舍甫琴科的第一个欧冠进球是在1994年12月7日18岁时对阵拜仁慕尼黑所得。
舍甫琴科在1994年为基辅迪纳摩2队攻入9球。
1995年3月25日舍甫琴科首次代表乌克兰国家队出场国际比赛是客场对阵克罗地亚国家队的比赛。
舍甫琴科在基辅迪纳摩2队一直呆到1994年底，而在1996年他又一次被征召参加了一场比赛。舍甫琴科为基辅迪纳摩2队出场51场打入21球，其中乌克兰足球甲级联赛50场16球。

#### 基辅迪纳摩（1994年-1999年）
舍甫琴科在1994年11月8日对顿涅茨克矿工的比赛中首次代表基辅迪纳摩出场，年仅18岁，这是舍瓦在1994年11月5日主场对斯卡拉斯特雷队的国家杯赛后的第二场比赛，1994-95赛季舍甫琴科一鳴驚人，不僅助隊贏得乌超联赛和烏克蘭杯雙冠王，還成为杯賽最佳射手與联赛最佳新人奖。
1995-96赛季19岁的舍甫琴科共攻入22球其中在乌超联赛攻入16球。1996-97赛季20岁的舍甫琴科右膝摘除半月板，停赛5个月，复出后赢得独联体杯最佳射手。
除了精湛球技，英俊外表與儒雅氣質讓舍甫琴科迅速成為烏克蘭的國家足球偶像，但烏克蘭人一則以喜一則以憂，因為他們也都知道，這塊瑰寶很快就會被豪門帶走，而基輔發電機在歐戰爭雄，更加速了離別的到來。
1997-98赛季舍甫琴科在乌超联赛23场比赛中攻入19球进球率达到0.83，整赛季进球36個达到峰值。歐冠小组赛，基輔發電機在C組獲取第一直奔8強，其中舍甫琴科在作客巴塞罗那之戰於上半場就完成了帽子戲法，以0-4橫掃拥有里瓦尔多和菲戈的巴塞罗那，賽後甚至整個诺坎普都為他與基輔發電機鼓掌。
1998-99赛季，舍甫琴科以18球的火力獲得乌超联赛金靴，加上杯賽5球與歐冠10球(包含2個外圍賽進球；沒有12碼)，整赛季进球33個。基輔發電機拿下E組第一再度挺進8強；8強對決衛冕軍皇家马德里，舍甫琴科第一回合客場先馳得點，第二回合主場再梅开二度，獨攬3球領軍以总比分3-1淘汰皇马进入欧冠4強；4強对上歐冠冠軍教頭希茨费尔德帶領、攻防兩端與中場都非常優秀的拜仁慕尼黑，舍甫琴科面對這支鋼鐵勁旅再次梅开二度，儘管最終沒能連2年進軍諾坎普。
舍甫琴科在基辅迪纳摩一隊效力的1994-95到1998-99這5个赛季中，为隊出场184场进106球（包含1996-1998独联体杯的12個进球）其中乌超117场60球，球队烏超9连霸中參與了5個賽季（1994-95赛季至1998-99赛季连续5个赛季）和3次烏克蘭杯冠军（1995-96赛季，1997-98赛季，1998-99赛季），2次当选乌克兰足球先生，在1997-98和1998-99两个赛季，完成连续两个赛季进球超过30球的壮举。
舍甫琴科与雷布罗夫联袂搭档构成的基辅双星威震全歐，尤其舍甫琴科在欧冠赛场的优异表现更引起欧洲各大豪门競逐，親身領教過核彈頭威力的皇馬、巴塞隆納、尤文圖斯、拜仁慕尼黑、兵工廠無不展現積極態度與誠意，想把舍甫琴科收歸旗下。

#### AC米兰（1999年-2006年）
1999年夏天，舍甫琴科以2600萬美元的天價轉會費，選擇加盟義甲的紅黑惡魔AC米蘭，原因則是他的兒時夢想。
當時AC米蘭成绩起伏不定，聯賽已经两年排於中游后突夺冠军，正处在荷兰三剑客离开后球队阵容老化，教练更迭频繁（教练更换特里姆，扎切罗尼，老马尔蒂尼）的低谷期。儘管彼時遭逢引援不力的詬病，阿德里亞諾·加利亞尼仍於AC米兰百年华诞之际簽下威力十足的核彈頭。舍甫琴科令球隊擁躉有所期待，被譽為东欧罗纳尔多，白罗纳尔多。
舍甫琴科和马尔蒂尼一前一后共同帶领這支球會，不但多次摘得意甲联赛金靴（1999-00赛季和2003-04赛季），還為AC米蘭重獲失落多時的冠軍，計有2003年贏得歐冠杯冠軍、2004年意甲聯賽冠軍和2005年歐冠杯亞軍。

##### 1999-2000：東方新人穿義甲金靴
1999-00赛季是舍甫琴科在AC米兰的第一个賽季。
1999年8月29日（義甲第1輪）AC米兰客场2-2踢和莱切，舍甫琴科首次出场意甲联赛，并在老大哥的策動與助攻下收获意甲联赛处子球。
1999年9月15日，在AC米兰对阵切尔西的比赛里，舍甫琴科首次代表米兰参加欧冠比赛。
義甲第5輪，AC米蘭客場4-4踢和拉齊奧，舍甫琴科完成旅義第一個帽子戲法。
1999年10月24日（義甲第7輪，米蘭德比）面對先馳得點但吞紅少打1人的對手，舍甫琴科於下半場替補出發攻入追平分，幫助球隊客場1-2完成逆轉，結束連續5季義甲同城德比不勝的窘境。
1999-00赛季中舍甫琴科共攻入29球，其中義甲32場攻入24球，荣膺当赛季意甲金靴，成为AC米兰百年历史上首位登陆意甲处子赛季便获得金靴的球员。

##### 2000-01：同城德比發威
2000-01赛季舍甫琴科的进球数达到效力米兰生涯的峰值34個，其中包括欧冠赛场9球（第2個歐冠金靴），联赛24球（義甲銀靴）和意大利杯1球。当2001年1月AC米兰从基辅迪纳摩签下格鲁吉亚后卫卡拉泽时，舍甫琴科和卡拉泽又一次成为队友。
2001年5月11日，2000-01赛季意甲联赛第30轮的一场焦点对决米兰德比在圣西罗上演，赛前AC米兰并不被看好，主帅扎切罗尼下课，接任的老马尔蒂尼对阵容进行了调整，比埃尔霍夫坐上看台，科曼迪尼和舍甫琴科搭档锋线。在人员配置上，塔尔德利执教的国际米兰明显更胜一筹，但AC米兰却在低谷中上演了一场荡气回肠的胜利，科曼迪尼與舍甫琴科雙雙梅开二度，帮助AC米兰客場0-6大胜將同城死敵拖出歐冠，时至今日，这依然是米兰德比的最大比分。

##### 2001-02：遭逢低潮
2001-02赛季开始，AC米蘭給上一個賽季孤立無援的舍甫琴科帶來了強大拍檔：來自尤文圖斯的菲利普·因扎吉。鬼魅的思維敏捷，觀念意識出色，與舍瓦一拍即合。不過，舍瓦該季频繁受到伤病困扰。2001年10月28日在对阵博洛尼亚的意甲联赛中，舍甫琴科在争顶头球时撞断了鼻梁 （页面存档备份，存于）致使鼻梁骨骨折。但剩下的赛季也攻入17球。在这一赛季，舍甫琴科也打入了米兰时期最精彩一球，2001年12月9日，2001-02赛季意甲第14轮上演压轴大戏，AC米兰1-1尤文图斯之戰，莫雷诺与舍瓦组成锋线。第24分钟舍甫琴科打入一个精彩进球，舍瓦先是摆脱戴维斯的防守，然后从蒙特罗与佩索托之间突破，这次突破不仅甩开了多名尤文球员的防守，佩索托甚至被晃倒在地，大禁区外的舍瓦右脚一记射门划出完美弧线，尤文门将布冯奋力扑救但也只能眼睁睁看着球直接吊入龍门。在米兰德比战中，舍甫琴科的梅开二度帮助AC米兰4-2战胜国际米兰。2001-02赛季主场对切沃10打11反败为胜的经典逆转，鲁伊科斯塔助攻舍甫琴科打进关键致胜球。
而在國際賽場上，烏克蘭於2002年日韓世界盃的歐洲賽區外圍賽名列分組第2落入附加賽，但籤運奇差強碰德國，舍甫琴科與雷布羅夫奮戰到底仍無法領軍首度打進世足。

##### 2002-03：銜哀出擊奪得歐冠
2002-03赛季舍甫琴科经历了一次影响职业生涯的重伤，膝盖韧带严重撕裂 （页面存档备份，存于），并且摘除左膝半月板 （页面存档备份，存于），早在基辅迪纳摩，舍甫琴科就曾经做过右膝半月板手术并伤停五个月。舍甫琴科在重伤复出后仍然饱受伤病困，整赛季大小伤病 （页面存档备份，存于）达到5次。
除了傷病纏身，舍甫琴科於2002年還遭逢哀事：他的足球恩師，基輔發電機時代教頭洛巴诺夫斯基心臟病逝，享壽63歲。离开母队前舍瓦曾对恩师的承诺：他一定会带回欧冠奖杯。
舍瓦儘管該季於義甲出賽斷斷續續，不過在歐冠仍大放光芒，用進球替紅黑惡魔掃蕩一切阻礙：
第一輪小組賽G組第一；第二輪小组赛C組第一，其中主場1-0皇馬之戰舍瓦接獲鲁伊·科斯塔的手術刀貼地长传，攻破卡西亞斯把關的大门，这是AC米兰经历了多年的低谷之后重新崛起的标志性一战，这一球也是舍瓦自己认为难忘的一球。賽後還有一則軼事：皇馬主席弗洛倫蒂諾·佩雷斯不死心持續探詢舍甫琴科報價，但加利亞尼開出了形同拒絕的答覆：拿勞爾來換。
歐冠8強對決阿賈克斯，第一回合AC米蘭客場0-0，第二回合英薩吉獨造3球，舍甫琴科頂進第2球，驚滔駭浪中以3-2擊退兩度逼平的荷蘭強敵。
4強对阵国际米兰，第一回合AC米蘭主場0-0，舍瓦於第二回合打进了無比珍貴的客场进球，最終讓球隊1-1過關。在舍甫琴科晉級歐冠決賽的同時，羅巴諾夫斯基雕像於基輔落成。歐冠決賽與尤文图斯形成義甲內戰，上半场舍甫琴科的1個进球因队友越位被吹罚无效，比賽就此維持0-0直到PK大戰。PK大戰中，前5輪迪達擋下了3球，加上舍甫琴科第5輪一锤定音，帮助AC米兰赢得了暌违多年的欧冠冠军奖杯，也是隊史第6個大耳朵盃。
在為AC米兰赢得欧冠后，舍甫琴科帶著大耳朵杯飞回基輔，把奖杯放在恩师的墓前 （页面存档备份，存于），实现了與恩師的約定。

##### 2003-04：初嘗義甲冠軍
舍甫琴科在歐洲超級盃战胜歐霸冠軍波尔图打入致胜球，並在2004年8月在意大利超級盃上对拉齐奥攻入3球，帮助球队获得欧洲超级杯和意大利超级杯，不過與南美解放者盃霸主博卡青年會師日本橫濱豐田盃鏖戰到PK大戰鎩羽而歸。
2003-04赛季舍甫琴科在联赛第三次攻入24球第二次赢得意甲金靴，值得一提的是，其中仅有1個点球，而且不乏關鍵進球，幫助AC米蘭奪取第17個義甲冠軍。同时舍瓦在2002-03赛季，2003-04赛季，2004-05赛季连续三个赛季中仅踢了2個点球。
舍甫琴科在两次赢得金球奖前三（1999年和2000年）后，儘管2004年歐洲國家杯只能當觀眾，不過單憑在俱樂部的出色表現即足以擊退眾人获得2004年金球奖，完成了恩師的另一夢想。同年，他還進入世界足球先生決選，但僅名列第三。
舍瓦被乌克兰時任总统列昂尼德·库奇马授予烏克蘭英雄的称号。 這期間舍甫琴科已經成為AC米蘭隊的旗幟之一，並被任命為馬爾蒂尼之後的副隊長和隊長接班人。

##### 2004-05：雙線黯然失利
2004-05赛季舍甫琴科颧骨骨折 （页面存档备份，存于），在29场联赛攻入17球，欧冠对阵曼联舍瓦在因为颧骨骨折伤停的情况下，欧冠10场攻入6球，还在意大利超级杯1场帽子戏法攻入3球。在欧冠小组赛对阵费内巴切的比赛时包办4個进球，同时也是唯一一位在欧冠客场完成大四喜的球员。可惜AC米兰最终在欧冠决赛3-0领先的情况下被利物浦连进3球逆转成3-3，点球大战AC米兰方罚丢3個点球错失欧冠冠军。

##### 2005-06：轉會傳聞起，初登世界盃
2005-06赛季舍甫琴科在即将步入30岁之际，2005年10月脚踝受伤 （页面存档备份，存于），跟腱旧伤复发，2006年5月膝伤复发严重 （页面存档备份，存于），这赛季舍甫琴科在联赛28场攻入19球，在欧冠1/4决赛第二回合攻入米兰致胜球，帮助球队在最后一分钟3-1战胜里昂。在半决赛中，米兰以1-0输给当赛季冠军巴塞罗那，舍瓦以头球破门扳平比分，然而被裁判判定进球无效，即使被裁判误判掉1个欧冠进球舍瓦还是以欧冠12场9球第三次赢得欧冠金靴，在荣膺欧冠金靴榜次数仅次于7次的C罗6次的梅西与4次的盖德穆勒。
2005年12月11日舍甫琴科在米兰德比中进球达到14個，超越朱塞佩·梅阿查13個（代表国际米兰进球12個代表AC米兰进球1個）成为米兰德比历史进球王，舍瓦为AC米兰先后14次攻破国际米兰球门。有趣的是，回归母队基辅迪纳摩后舍瓦仍然在欧冠比赛中对国际米兰进球，收获对国际米兰的第15球。
2006年2月8日舍甫琴科在对特雷维索的比赛中代表米兰进球达到173個，成为米兰队史进球第二的球员，仅次于贡纳尔·努达尔。
2004年开始，切爾西老板阿布拉莫维奇以8000万欧元 （页面存档备份，存于）另加前锋克雷斯波的条件要求与AC米兰交换舍甫琴科。AC米兰拒绝了条件，但是租借了克雷斯波。此后，阿布拉莫维奇多次报价但都遭米蘭拒绝。2006年舍甫琴科30岁终于接受阿布邀请转会至英超联赛球队切尔西。
2006年5月12日，舍甫琴科在新闻发布会上表示将要转会去切尔西 （页面存档备份，存于） 。2006年5月14日舍甫琴科登上聖西路球場南看台，陪南看台球迷观看AC米兰2-1罗马的比赛，本地死忠球迷难掩悲伤抱着舍瓦哭泣。
2006年5月26日，舍甫琴科在鲁伊科斯塔官宣离队后的一天，正式宣布离队。2006年5月28日，舍甫琴科在为AC米兰效力7个赛季后，转会切尔西交易完成，舍甫琴科的转会费是2006年的4387万欧元。舍甫琴科为AC米兰出场296场进球173個，其中意甲联赛208场进球127個结束了在AC米兰7年生涯。
不過在國家隊，舍甫琴科終於帶隊突破外圍賽，烏克蘭分組第一之姿直接進入2006年德國世界盃正賽，並在史上第一次世界盃中殺進8強。

#### 切尔西（2006年-2008年）
2006年8月13日，在英格兰社区盾杯切尔西1-2利物浦的比赛里，舍甫琴科首场代表切尔西进行正式比赛，并且还收获蓝军处子球。
2006年8月23日，在切尔西对阵米德尔斯堡的比赛中，舍甫琴科打进英超的处子球，也是舍甫琴科在顶级联赛和国际比赛中的第300个进球
2006年10月21日，在切尔西2-0朴次茅斯的比赛里，舍甫琴科收获在斯坦福桥主场的英超首球。
2006年11月11日，在切尔西4-0横扫沃特福德的比赛里，舍甫琴科状态神勇独造3球，不仅连续两次助攻德罗巴进球，自己也打入1球，值得一提的是舍瓦在进球后没有像两周前一样直奔观众席与球迷拥抱来庆祝，而是和队友一同做出摇摇篮的动作，来庆祝舍瓦二儿子克里斯蒂安的出生，全场球迷也起立为他鼓掌。
2006年12月6日，在切尔西2-0索菲亚列夫斯基的比赛里，舍甫琴科打入在切尔西的首個欧冠进球。
2007年1月28日，在切尔西3-0诺丁汉森林的比赛里，舍甫琴科攻入在切尔西的首個英格兰足总杯进球。
舍甫琴科在2006-07赛季欧冠对阵波尔图和瓦伦西亚的比赛中均扳平进球，以及足总杯对阵伦敦劲旅托特纳姆热刺的进球，帮助球队晋级半决赛。
舍甫琴科的2006-07赛季因为伤病 （页面存档备份，存于）和疝气手术 （页面存档备份，存于）而被缩短。但在2007年联赛杯中，舍甫琴科仍然在4场比赛中打进3球，帮助切尔西最终击败阿森纳赢得2007年联赛杯冠军，在切尔西的首个赛季舍甫琴科共为切尔西出场51次攻入14球10助攻，杯赛11场7球，欧冠10场3球，联赛30场1807分钟4球7助，并帮助球队获得英格兰联赛杯冠军，英超联赛亚军，英格兰足总杯冠军和社区盾杯冠军。
2007-08赛季的前五场联赛舍甫琴科均不在大名单，在2007年9月15日主场对阵布莱克本的比赛中舍甫琴科才首次首发出场，顶替受伤的德罗巴。舍瓦本赛季的第一个进球是在三天后，在对阵罗森博格的比赛中为切尔西扳平了比分，这也是穆里尼奥作为切尔西主教练的最后一场比赛。
2007年10月27日切尔西6:0大胜曼城的比赛中舍甫琴科也攻入一球，在圣诞节期间他有一段良好的状态。舍甫琴科在切尔西2-0战胜桑德兰的比赛中攻入一个进球，并且在斯坦福桥4-4战平阿斯顿维拉的比赛中独造3球，攻入两球和一次助攻（包括一记25码外射进左上角的精彩射门)，并且助攻阿莱士将比分改写为3-2，被评为本场最佳球员。
接着舍甫琴科因为关节手术伤缺8场联赛，在经历几场1分钟或4分钟的替补出场后，舍甫琴科在2007-08赛季的最后一个进球是出场时间为45分钟的1-1战平博尔顿的比赛中。
2007-08赛季整个赛季，舍甫琴科都因为伤病和教练而缺席首发阵容，基本替补出场。17场联赛只有4场获得首发，出场时间进一步缩短，在17场联赛仅获得740分钟出场时间，打进了5个联赛进球，2场联赛杯赛打入2個进球，欧冠5场出场189分钟打入1球，欧冠仅在对阵赛罗森博格比赛中获得首发出场，对沙尔克和利物浦两场都仅有1分钟出场时间。
舍甫琴科在切尔西效力2赛季中出场77场进球22個11助攻，两个赛季作为中锋出场仅15场，2年内3次手术把舍甫琴科的斯坦福桥生涯切割得支离破碎，年龄，伤病，球场上位置的变化，从中锋到二前锋的改变等多种原因致使舍甫琴科的进球率已不如母队基辅迪纳摩和AC米兰时期。

#### 租借AC米兰（2008年-2009年）
2008年8月14日 （页面存档备份，存于）AC米兰主席西尔维奥·贝卢斯科尼与切尔西主席羅曼·阿布拉莫维奇就舍甫琴科租借回AC米兰进行会谈，确定租借32岁的前锋舍甫琴科以弥补红黑军团锋无力的窘劲，舍甫琴科重返米兰身披76号球衣，代表其出生年份。
舍甫琴科在租借于AC米兰的18场联赛里仅获得441分钟上场时间，也是重返米兰的旧将中获得上场时间最少的一位。舍瓦在意甲第30轮对莱切替补上场的12分钟里，对因扎吉有一次助攻，舍甫琴科在8场杯赛攻入2球助攻3次。最终舍瓦的AC米兰生涯进球定格在175球，虽然租借回AC米兰是舍甫琴科职业生涯最糟糕的一个赛季，但舍瓦对此表示并不后悔 （页面存档备份，存于）。

2009年8月18日切尔西作客3-1擊敗新特蘭，舍甫琴科最後一次為切尔西上陣。
在不能稳定获得上场时间的三个赛季后，33岁的舍甫琴科决定重回故乡，从23岁到33岁漂泊十年终于回到梦开始的地方。

#### 重返基辅迪纳摩（2009年-2012年）
2009年8月29日，舍瓦重返母队，簽約兩年，重新身披7号球衣。
2009年8月31日，乌克兰超级联赛第6轮比赛展开角逐，重返母队的舍甫琴科下半时首次代表基辅迪纳摩出场就攻入1球帮助球队3比1战胜梅塔鲁格 （页面存档备份，存于），继续领跑积分榜。 
2009-10赛季舍甫琴科21场联赛独造15球7进球8助攻，欧冠6场独造4球，其中主場迎戰該季三冠王国际米兰儘管1-2落敗但他攻入了1球。
2010-11赛季舍甫琴科18场联赛攻入10球，帮助基辅迪纳摩赢得乌克兰超级杯冠军。
2011-12赛季舍甫琴科在前5场联赛中连进3球，舍甫琴科在2011年8月13日基辅迪纳摩2-0战胜基辅阿森纳的比赛中更是一传一射，但不幸在比赛中下巴骨折，缺席本赛季多场比赛。
重返母队基辅迪纳摩的舍甫琴科在乌超联赛55场攻入23球，三年代表基辅迪纳摩共出场75场攻入40球。
2012年7月28日舍甫琴科正式宣布挂靴，选择投身政治界。

### 国家队生涯
舍甫琴科为乌克兰国家队出场111次打进48球，是乌克兰国家队第一射手，其中正赛进球40球，世界杯预选赛26球，是C罗之前的世界杯欧洲区预选赛射手王，友谊赛8球。舍甫琴科代表乌克兰国家队参加了2006年FIFA世界杯和2012年欧洲杯。
1995年3月25日19岁的舍甫琴科第一次代表祖国乌克兰国家队上场对阵克罗地亚。
在1996年5月1日乌克兰对土耳其的友谊赛中舍甫琴科攻入自己的第一个国家队进球。
1996年开始的1998年世界杯预选赛，乌克兰被分入德国、葡萄牙所在的死亡之组，从1995年4月到1996年11月舍甫琴科因半月板重伤缺席国家队比赛，1997年复出的舍甫琴科攻入3球，6场不败统率球队获得小组第二，获得附加赛机会，但不敵拥有苏克、博班、贾尔尼、西米奇、普罗辛内茨基、图多尔等众多世界级球星压阵的克罗地亞。
1998年开始的2000年欧洲杯预选赛乌克兰与当届欧洲杯冠军法国，冰岛，俄罗斯同组，乌克兰凭借舍甫琴科的进球淘汰俄罗斯，附加赛惜败于小组第二的斯洛文尼亚。
2000年3月，基辅迪纳摩队主教练洛巴诺夫斯基接替约瑟夫萨博成为乌克兰队主教练，目标是获得2002年世界杯决赛阶段比赛资格。舍甫琴科在预选赛中打进10球，荣获世预赛欧洲区射手王，但乌克兰再次屈居小组第二，进入残酷的附加赛，最终不敌当届亚军德国队。第一回合舍瓦因伤未出场，烏克蘭艱難地在主場逼和德國，但第二回合烏克蘭被坦克大軍猛攻擊潰。即使舍瓦攻入1球也無力回天。
2002年开始的2004欧洲杯预选赛乌克兰与当届欧洲杯冠军希腊，西班牙，北爱尔兰，亚美尼亚同组，舍甫琴科因膝韧带断裂与摘除半月板缺席2002年多场欧预赛，但舍瓦仍旧打进了三球，乌克兰在小组中排名第三，低于希腊和西班牙，未能晋级决赛。
作为一个在AC米兰赢得了一切，但在国家队却得不到足够支持的巨星，舍甫琴科在夺取欧冠之后还在谈论世界杯，于他而言，参加世界杯，就是他在足球领域至高无上的梦。
舍甫琴科所能做的，只是更加努力，更加拼命。1998世界杯预选赛他攻入4球，2002世界杯预选赛他攻入10球助攻1球，2006世界杯预选赛他攻入6球助攻1球，一次又一次临危救主，一次又一次力破千军。终于在2005年9月5日，乌克兰拿下小组第一，免除附加賽考驗直奔世界盃正賽。舍甫琴科那一晚哽咽了，即便是捧起金球奖的那一天，他也没有如此动情，他说：“虽然去年我捧起了金球奖，但是还没有把乌克兰带进世界杯或者欧洲杯，我非常失望，但现在我做到了！”
2006德国世界杯上，整体实力有限的乌克兰队，开局就经历了噩梦。首战在莱比锡，他们0-4惨败给西班牙。戴着队长袖标的舍瓦拼尽全力，但无法改变乌克兰整体实力不如西班牙。
次战在汉堡，舍甫琴科神勇建功，帮助乌克兰拿下3分。第三战在柏林，舍甫琴科再次破门，帮助乌克兰力克非洲劲旅突尼斯。就这样，首战完败的乌克兰，奋勇的从小组中突围杀出。
1/8决赛在科隆，乌克兰遭遇严防死守的劲旅瑞士，120分钟苦战后双方进入点球大战。首个主罚的舍甫琴科，在重压之下射失点球。但好在队友们齐心协力，肖夫科夫斯基的连番扑点，帮助乌克兰点球大战过关。
尽管8进4时，乌克兰输给最后的冠军得主意大利，可首次参加世界杯就跻身八强，仍然让乌克兰队踢出了他们的风骨，他们的尊严。
2006年世界杯中，舍甫琴科5场正赛2球1助，首次带领乌克兰进入八强，但在四分之一决赛中被意大利淘汰。雖然如此，卻是烏克蘭於世界盃的最佳成績，舍甫琴科居功至偉。
2008年3月26日的國際友誼賽對陣塞爾維亞，舍甫琴科為烏克蘭率先踢進一球，終場2:0獲勝。
2008欧洲杯预选赛乌克兰分到与法国，意大利一组的死亡之组，舍甫琴科全力起跑，预选赛攻入5球，球队更是一度形势大好，最终以2分之差落败，不敌法国意大利。
2010年10月6日舍甫琴科在乌克兰对阵加拿大的友谊赛中出场，成为乌克兰历史上第一位代表国家队出场次数达到100次的球员。

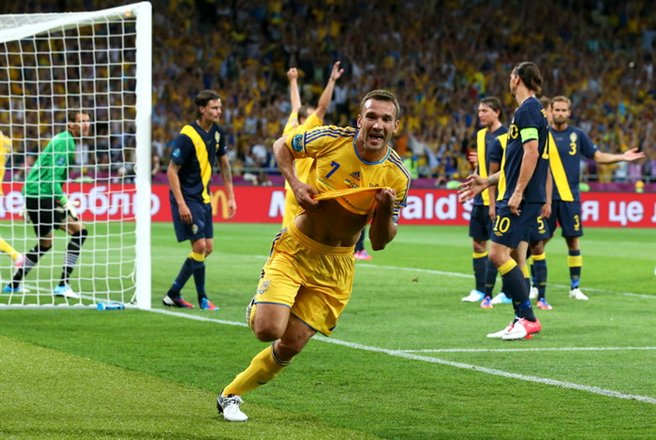
2012年欧洲杯舍甫琴科在个人生涯倒数第二场正式比赛里代表国家队进球，对手是瑞典队

2012年5月29日，主帅布洛欣公布了乌克兰参加欧锦赛的23人大名单。小组赛首轮，主场作战的乌克兰队在比分落后的情况下，最终依靠着膝伤严重的老将舍甫琴科的梅开二度，逆转击败瑞典。舍甫琴科个人的最后一次正式比赛就是小组赛的最后一轮，乌克兰0-1负于英格兰队，遗憾从小组出局。36岁的舍甫琴科终于完成了在世界杯和欧洲杯正赛都能进球的愿望，挂靴退役。

## 退役生活
2023年9月26日發布的烏克蘭總統令，弗拉基米尔·泽连斯基總統已任命前職業足球員兼主教練安德烈·舍甫琴科為無給職總統顧問。
2024年1月25日，烏克蘭足協第二十六屆代表大會，舍甫琴科以93票當選烏克蘭足球協會主席。

## 個人生活
舍甫琴科的名字安德烈在乌克兰语中意为勇敢的，勇气。舍甫琴科在希伯来语中是数字7的意思，在加盟AC米兰后，易卜拉欣巴特意询问舍瓦是否需要改穿7号球衣，这也是舍瓦从在基辅迪纳摩穿10号球衣到在米兰改穿7号球衣的原因。
舍甫琴科100米短跑最佳成績是11秒。在同時期球員的紀錄中排名第九，較巅峰時期的罗纳尔多（10.29秒）、（10.5秒）、（10.65秒）、（10.7秒）、（10.9秒）和（10.96秒）等都要慢。
「舍甫琴科」在烏克蘭語中意即「裁縫的兒子」。舍甫琴科確實有長輩當裁縫。至于為兒子取名乔丹，因為籃球巨星是其偶像。此外，舍甫琴科太太是美國人，於是為兒子起用這個英文名字。
舍甫琴科在意大利發展時居住在意大利北部米蘭市外的科莫湖湖畔。那裏是電影《瞞天過海2》（Ocean Twelve）的取景地點，而主角之一的喬治庫隆尼在拍畢該片後亦在此買下了一幢豪華別墅。
舍甫琴科是阿玛尼的代言人。阿曼尼先生與舍甫琴科夫婦感情要好，舍甫琴科亦常穿着阿玛尼服装客串模特。現在舍甫琴科是該時裝品牌的代言人，近年在其家鄉烏克蘭首都基輔市亦開設了兩家專卖店。

## 奖项与荣誉
- 意甲冠军：2003-04
- 意大利杯：2002-03
- 意大利超级杯：2004
- 欧洲冠军杯：2002-03
- 欧洲超级杯：2003

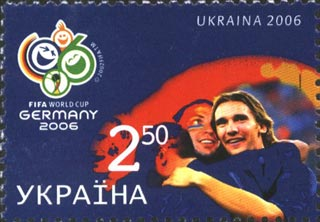
一枚印有舍甫琴科肖像的烏克蘭郵票

- 乌克兰联赛冠军：1994-95，1995-96，1996-97，1997-98，1998-99
- 乌克兰足协杯：1996，1998
- 金球奖:2004
- 英格蘭聯賽盃:2006-2007
- 英格蘭足總盃:2007
- 欧洲足联年度最佳阵容：2004、2005
- 金足奖：2005

## 职业生涯全记录
数据更新于2012年6月12日
| 赛季          | 俱乐部        | 联赛          | 国内联赛 | 国内联赛 | 国内杯赛 | 国内杯赛 | 欧洲赛事 | 欧洲赛事 | 其它赛事 * | 其它赛事 * | 总计 | 总计 |
| 赛季          | 俱乐部        | 联赛          | 出场     | 进球     | 出场     | 进球     | 出场     | 进球     | 出场       | 进球       | 出场 | 进球 |
| ------------- | ------------- | ------------- | -------- | -------- | -------- | -------- | -------- | -------- | ---------- | ---------- | ---- | ---- |
| 1994–95       | 基辅迪纳摩    | 乌超          | 17       | 1        | 4        | 1        | 2        | 1        | -          | -          | 23   | 3    |
| 1995–96       | 基辅迪纳摩    | 乌超          | 31       | 16       | 10*      | 6*       | 2        | 2        | -          | -          | 43   | 24   |
| 1996–97       | 基辅迪纳摩    | 乌超          | 20       | 6        | 0        | 0        | 0        | 0        | -          | -          | 20   | 6    |
| 1997–98       | 基辅迪纳摩    | 乌超          | 23       | 19       | 8        | 8        | 10       | 6        | -          | -          | 41   | 33   |
| 1998–99       | 基辅迪纳摩    | 乌超          | 26       | 18       | 4        | 5        | 14       | 10       | -          | -          | 44   | 33   |
| 1999–2000     | AC米兰        | 意甲          | 32       | 24       | 4        | 4        | 6        | 1        | 1          | 0          | 43   | 29   |
| 2000–01       | AC米兰        | 意甲          | 34       | 24       | 3        | 1        | 14       | 9        | -          | -          | 51   | 34   |
| 2001–02       | AC米兰        | 意甲          | 29       | 14       | 3        | 0        | 6        | 3        | -          | -          | 38   | 17   |
| 2002–03       | AC米兰        | 意甲          | 24       | 5        | 4        | 1        | 11       | 4        | -          | -          | 39   | 10   |
| 2003–04       | AC米兰        | 意甲          | 32       | 24       | 1        | 0        | 10       | 4        | 1          | 0          | 45   | 29   |
| 2004–05       | AC米兰        | 意甲          | 29       | 17       | 0        | 0        | 10       | 6        | 1          | 3          | 40   | 26   |
| 2005–06       | AC米兰        | 意甲          | 28       | 19       | 0        | 0        | 12       | 9        | -          | -          | 40   | 28   |
| 2006–07       | 切尔西        | 英超          | 30       | 4        | 6        | 3        | 10       | 3        | 5          | 4          | 51   | 14   |
| 2007–08       | 切尔西        | 英超          | 17       | 5        | 1        | 0        | 5        | 1        | 2          | 2          | 25   | 8    |
| 2008–09       | AC米兰        | 意甲          | 18       | 0        | 1        | 1        | 7        | 1        | -          | -          | 26   | 2    |
| 2009–10       | 切尔西        | 英超          | 1        | 0        | 0        | 0        | 0        | 0        | 0          | 0          | 1    | 0    |
| 2009–10       | 基辅迪纳摩    | 乌超          | 21       | 7        | 2        | 0        | 6        | 1        | -          | -          | 29   | 8    |
| 2010–11       | 基辅迪纳摩    | 乌超          | 18       | 10       | 2        | 1        | 12       | 5        | -          | -          | 32   | 16   |
| 2011–12       | 基辅迪纳摩    | 乌超          | 16       | 6        | 1        | 0        | 5        | 0        | -          | -          | 22   | 6    |
| 基辅迪纳摩    | 基辅迪纳摩    | 基辅迪纳摩    | 172      | 83       | 26       | 16       | 51       | 25       | -          | -          | 249  | 124  |
| 基辅迪纳摩B队 | 基辅迪纳摩B队 | 基辅迪纳摩B队 | -        | -        | 5        | 5        | -        | -        | -          | -          | 5    | 5    |
| AC米兰        | AC米兰        | AC米兰        | 226      | 127      | 16       | 7        | 77       | 38       | 3          | 3          | 322  | 175  |
| 切尔西        | 切尔西        | 切尔西        | 48       | 9        | 7        | 3        | 15       | 4        | 7          | 6          | 77   | 22   |
| 总计          | 总计          | 总计          | 446      | 219      | 54       | 31       | 143      | 67       | 10         | 9          | 653  | 326  |

## 外部連結
- 足球数据库：安德烈·舍甫琴科的球员统计数据